# МАЗ 103Т

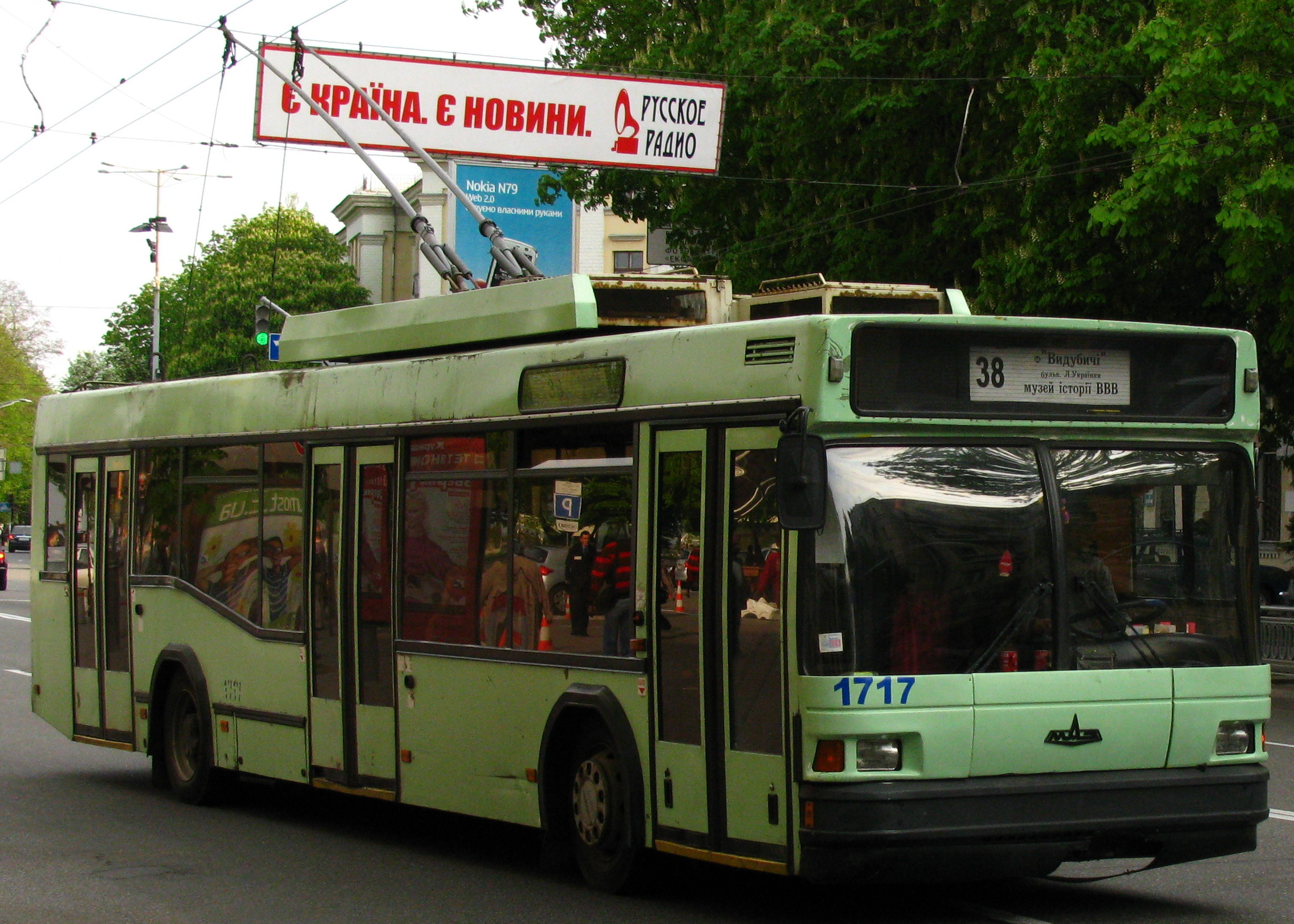
МАЗ 103Т у Києві на вулиці Івана Мазепи

МАЗ 103Т — 12-метровий напів-низькопідлоговий тролейбус для перевезень у містах. Кузов виготовляє МАЗ, електрообладнання встановлюється в ТОВ «Етон». Тролейбус спроектовано у 1999 році, перші моделі тролейбуса були презентовані у березні 2000 року. Такі тролейбуси працюють у Росії, Білорусі та Україні, в Україні експлуатуються у Миколаєві та Білій Церкві (див. Миколаївський тролейбус, Білоцерківський тролейбус).

## Конструктивні особливості
- тролейбус був фактично «списаний» зі свого автобусного аналога «МАЗ 103». Кузова машини залишається майже без змін, габаритами 12160×2500×3200; двохосний і вагонного компонування. Одним з достоїнств тролейбуса є м'який розгін/гальмування; плавний хід. Колеса розташовані за формулою 4×2. Підвіска пневматично-важільна, нівелює дефекти дороги.
- низька підлога висотою 36 сантиметрів над проїжджою частиною дає змогу швидкому виходу і входу пасажирів з тролейбуса. Також передбачає функцію перевезення інвалідів у візках (до двох дорослих людей) або дітей у дитячих візках. Для цих цілей тролейбус оснащений висувним пандусом, що висувається з-під підлоги під середніми дверима. Також можливе перевезення колісної поклажі та габаритних вантажів (проте, це, зазвичай робиться за окрему плату).
- Салон вирішено залишити без змін, тому у ньому налічується до 25 сидячих місць і до 80 стоячих, загальна пасажиромісткість не враховуючи контролера/кондуктора становить 100—108 чоловік. Двері двостворчасті, відкриваються з характерним тихим шипінням. Є система протизажиму та «повіряного ключа» (блокування ходу з відкритими або наполовину закритими дверима). Вікна безпечні, клеєні, затоновані темнокоричневим кольором.
- Підвищена електробезпека — штанги, токоприймачі та троси обиті двома шарами ізоленти, увесь коплект електрообладнання перенесений нагору, кузов електроізольовано, сам комплект герметично ізольовано. Дроти штанговловлювання забиті 2 шарами ізоленти
- система сповіщення складається з маршрутних вказівників і гучномовців за якими водій або кондуктор сповіщає про назви зупинок. Електронні табло переводяться за допомогою комп'ютера.
- на тролейбус встановлено двигун московського «Динамо ДК-211» потужністю 170 кіловат, що нерідко застосовується на автобусах того ж виробництва окрім двигунів, що постачаються Ярославльським моторним заводом.
- використано тиристо-імпульсну систему керування електрообладнанням, що забезпечило менші витрати електроенергії  і плавність ходу та розгону тролейбуса.

## Модифікації

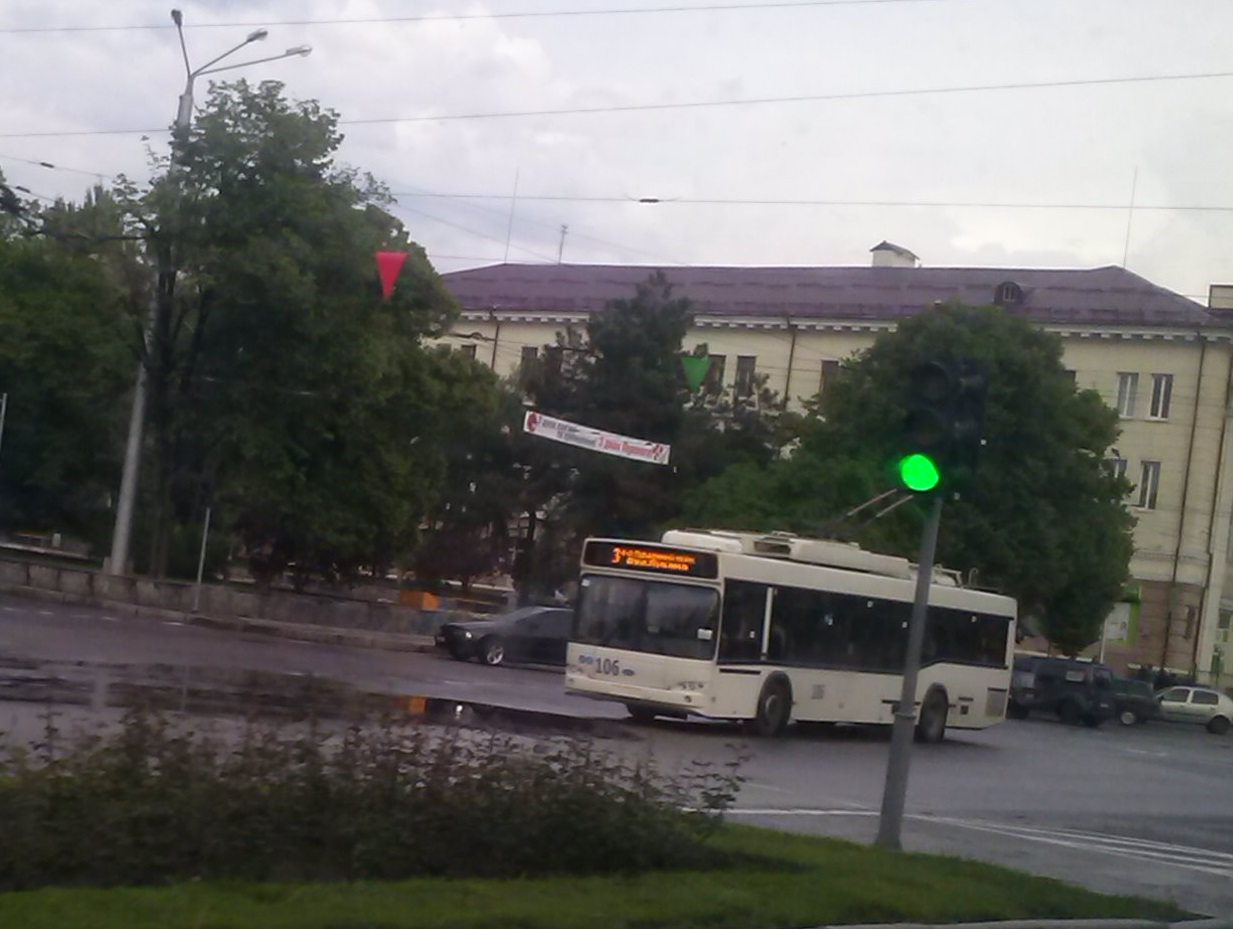
Тролейбус «Дніпро Т103» на проспекті Соборному в місті Запоріжжя

- МАЗ 103Т — тролейбус на базі автобуса МАЗ-103.
- Белкоммунмаш 221 — міський тролейбус, за основу узято кузов МАЗ 103, модель 221 випускається з 2003 року. Це 12-метровий тролейбус місткості 110 чоловік з двигуном ДК-211. Ходова система і керування уніфіковане з МАЗ 103. Система керування тиристо-імпульсна. Максимальна швидкість 75 км/год.

- Дніпро Т103 — модифікація тролейбуса МАЗ 103Т, що з 2013 року складається в Україні з білоруських запчастин, на Південному машинобудівному заводі. Всього виготовлено 36 тролейбусів Дніпро Т103[1].
- СВАРЗ-6235.00 — тролейбус на базі МАЗ 103Т, що виготовляється на СВАРЗі.
- Ganz-MAZ-103T — модифікація МАЗ 103Т, що складається в Угорщині.

## Технічні характеристики

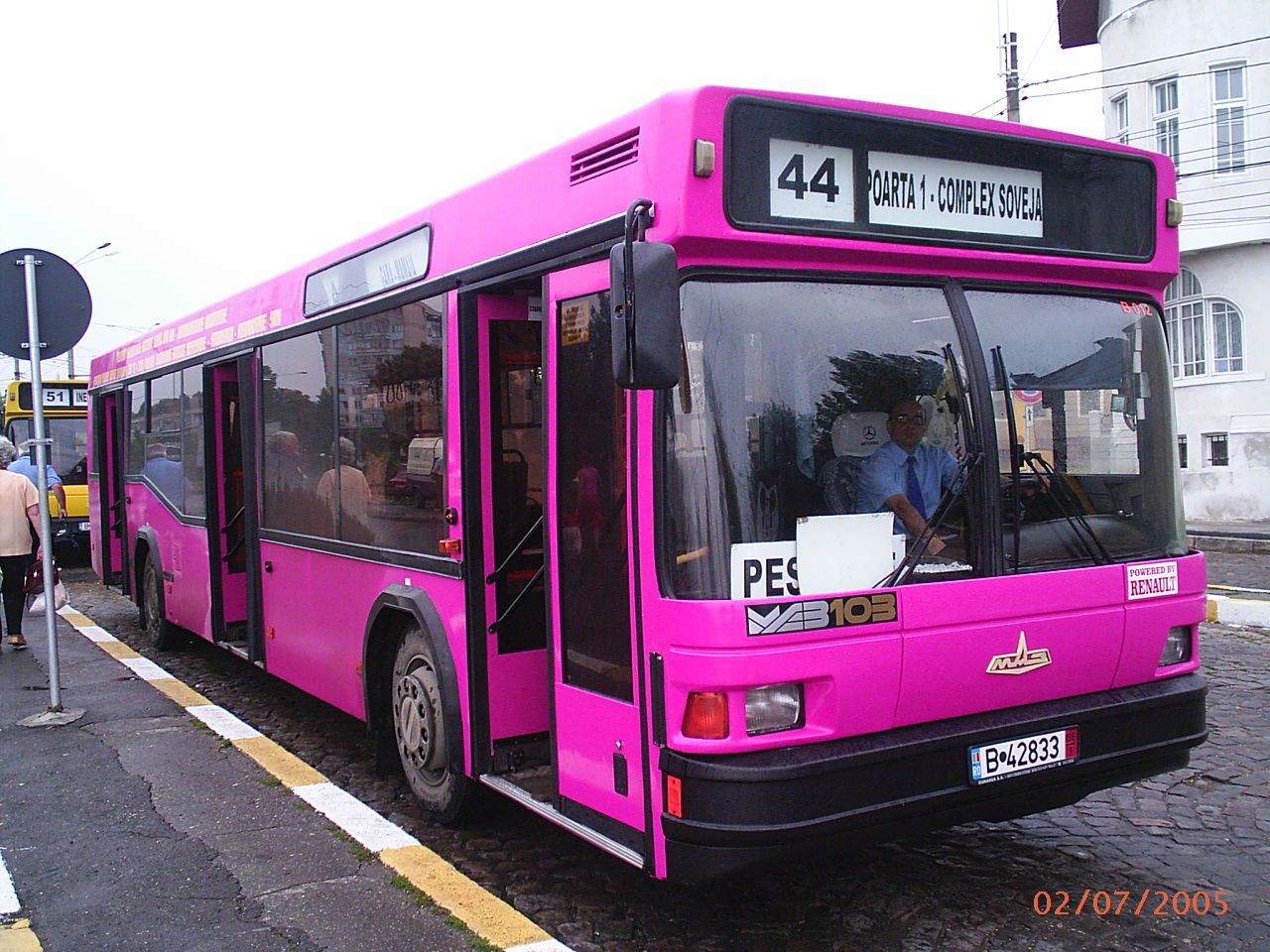
Автобус «МАЗ 103», основа МАЗ-103Т. Показаний для порівняння.

| Параметр                                             | Характеристика |
| ---------------------------------------------------- | --- |
| Модифікація                                          | МАЗ 103Т |
| Випуск, роки                                         | з 2000 |
| Призначення                                          | міський тролейбус |
| Подібні                                              | МАЗ 103; МАЗ 104; МАЗ 107                                                                                                   |
| Габаритні розміри                                    | 12500×2550×3200 |
| Колісна база, мм                                     | 6800 |
| Кліренс, мм                                          | 125 |
| Споряджена маса, кг                                  | 11200 |
| Повна маса, кг                                       | 18000 |
| Навантаження на передню вісь, кг                     | 6500 |
| Навантаження на задню вісь, кг                       | 11500 |
| Колісна формула                                      | 4×2 |
| Ширина коридору при повороті, м                      | 6.7 |
| радіус повороту, м                                   | 11.7 |
| Формула дверей                                       | 2—2—2 |
| Висота підлоги, см                                   | 36 |
| Ширина проходу між сидіннями, см                     | 79 |
| Сидячих місць, штук                                  | 25 |
| Загальна місткість, чол                              | 100—108 |
| Привод керування дверима                             | пневматичний |
| «Повітряний ключ»                                    | Є, блокує хід тролейбуса з відкритими дверима                                                                               |
| Двигун                                               | Динамо ДК-211 |
| Потужність, кіловат                                  | 170 |
| максимальна частота обертання двигуна, об/хв         | 3900 |
| Шини                                                 | безкамерні 11/70 R22,5 |
| Електробезпека                                       | штанги і троси обиті двома шарами ізоленти, комплект електроустаткування перенесено на дах, тотальна електроізоляція кузова |
| Напруга мережі, Вольт                                | 550 |
| Бортова напруга, Вольт                               | 24 |
| Підйом, що може подолати тролейбус з повною масою, % | 30 |
| Максимальна досягнута швидкість, км/год              | 80 |